# Musée d'Açude
Le musée d'Açude est une ancienne propriété de style colonial transformée en musée, située dans le quartier d'Alto da Boa Vista, à Rio de Janeiro, au Brésil. Il est consacré principalement à l'art asiatique et aux arts décoratifs.

## Histoire
La propriété, composée de quatre bâtiments, a été acquise en 1913 et rénovée par Raymundo Ottoni de Castro Maya (1894-1968) dans les années 1920.
Le musée d'Açude a été créé en 1964 et, à partir des années 1990, il adopte la perspective d'un patrimoine intégral, combinant patrimoine culturel et naturel.
Seul musée situé dans la forêt de Tijuca, il abrite une grande diversité d'espèces de la faune et de la flore brésiliennes, sur ses 151 132 mètres carrés de superficie.
Défini par le trinôme « Musée-Nature-Ville », il possède d'importantes collections des styles les plus divers, mais trois grands groupes décrivent bien la collection : l'Art Oriental (sculptures, porcelaine et vaisselle de la Compagnie des Indes), les Arts appliqués (meubles coloniaux brésiliens, anglais argenterie, cristallerie du XVIIe au XIXe siècle) et Azulejaria (principalement panneaux portugais et poteries de Porto).
Les vastes et magnifiques jardins forment un paysage remarquable, qui sert également à présenter diverses expositions d'art.

## Description et expositions
- Pavillon d'accueil - Accueil des visiteurs, boutique de souvenirs et exposition « Portraits de Raymundo », dont l'objectif est de présenter le mécène Raymundo Ottoni de Castro Maya : la vie privée, le collectionneur, l'écologiste, l'hôte, l'homme d'affaires et le sportif.

- Maison principale - Au premier étage se trouvent la collection d'art oriental et la reconstitution de la cuisine et de la salle à manger, telles qu'elles étaient aménagées dans le passé. Au deuxième étage se trouve la Réserve Technique Visitable.

- Galerie Debret - anciennement espace dédié à la présentation des œuvres de l'artiste français Jean-Baptiste Debret, transféré dans les années 1990 au Museu da Chácara do Céu. Aujourd'hui, il présente une exposition de matrices lithographiques utilisées dans l'estampage de produits issus de l'industrie alimentaire de Castro Maya. Tous font partie de la collection de 478 pierres lithographiques appartenant aux Musées Castro Maya, originaires d'Estamparia Colombo, acquises par Raymundo en 1956.
- Galerie Rugendas - l'exposition « Paysage et patrimoine » présente l'implication de Castro Maya avec la nature en deux dimensions[4] :
  1. Collectionneur d'images sur le paysage naturel de Rio de Janeiro - images reproduites à partir de la collection des musées Castro Maya, qui révèlent l'iconographie exquise des œuvres d'artistes itinérants européens du XIXe siècle.
  2. Administrateur de la forêt de Tijuca de 1943 à 1946 - série de photographies en noir et blanc, qui ont servi de témoignage de son travail de récupération des zones dégradées de la forêt de Tijuca.
- Circuit d'art contemporain - créé en 1999 un circuit de musées en plein air - « Espace pour installations permanentes » - avec des œuvres des artistes contemporains Anna Maria Maiolino, Eduardo Coimbra, Hélio Oiticica, Iole de Freitas, Lygia Pape, Nuno Ramos et Piotr Uklanski. En 2016, le « Circuito de Arte Contemporânea » a inauguré[5] des œuvres d'Angelo Venosa, José Resende et Waltercio Caldas, devenant ainsi la plus grande galerie d'Art contemporain[6] en plein air de Rio de Janeiro.
- Projets temporaires - expositions temporaires d'œuvres d'artistes contemporains dans l'espace extérieur du Musée[7].

## Autres usages
Le Musée promeut également la danse, la musique, les brunchs culturels, le théâtre et d'autres manifestations artistiques en plein air.
Le musée Açude a été également utilisé comme décor extérieur de la demeure de la veuve Porcina, interprétée par l'actrice Regina Duarte dans la telenovela Roque Santeiro.

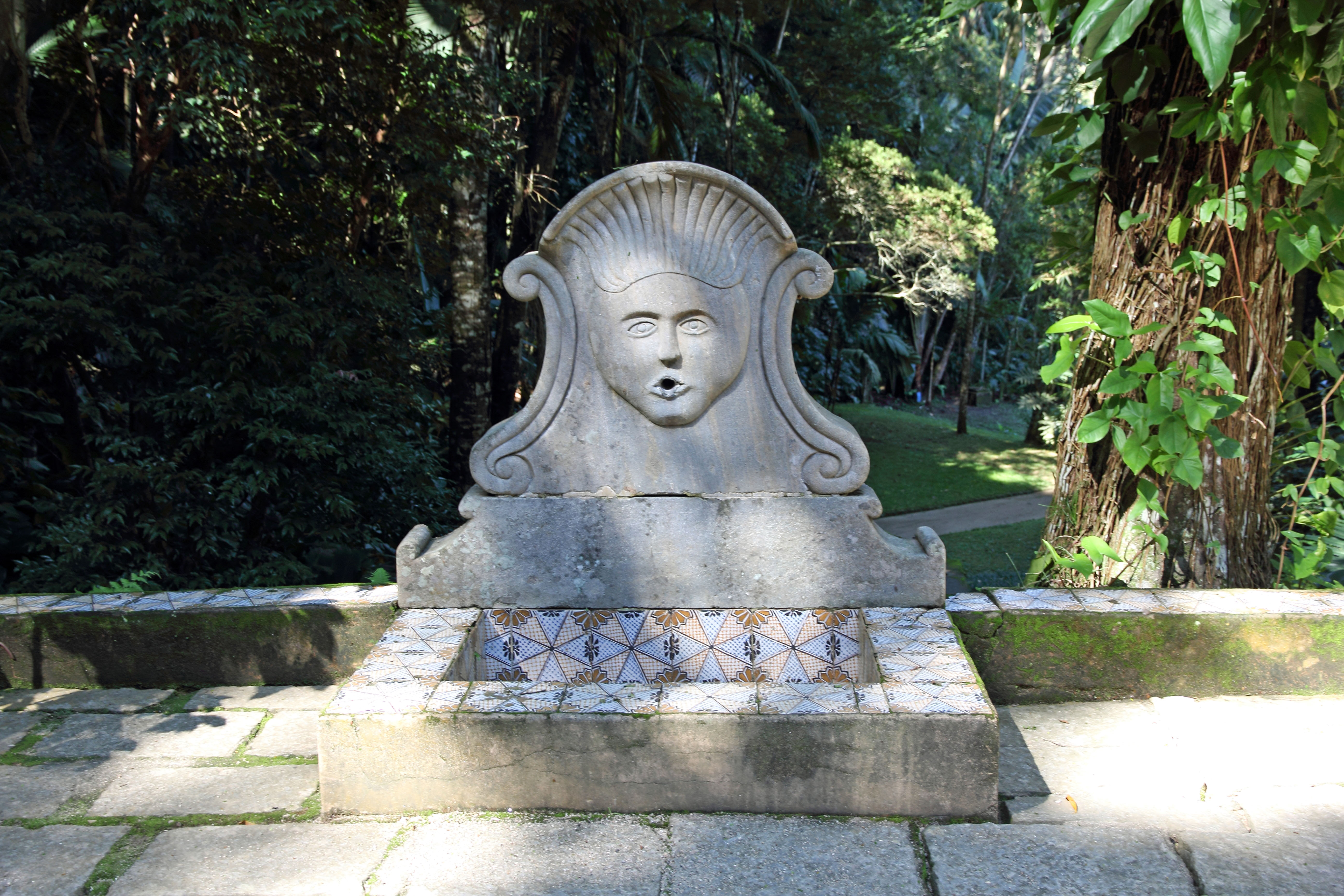
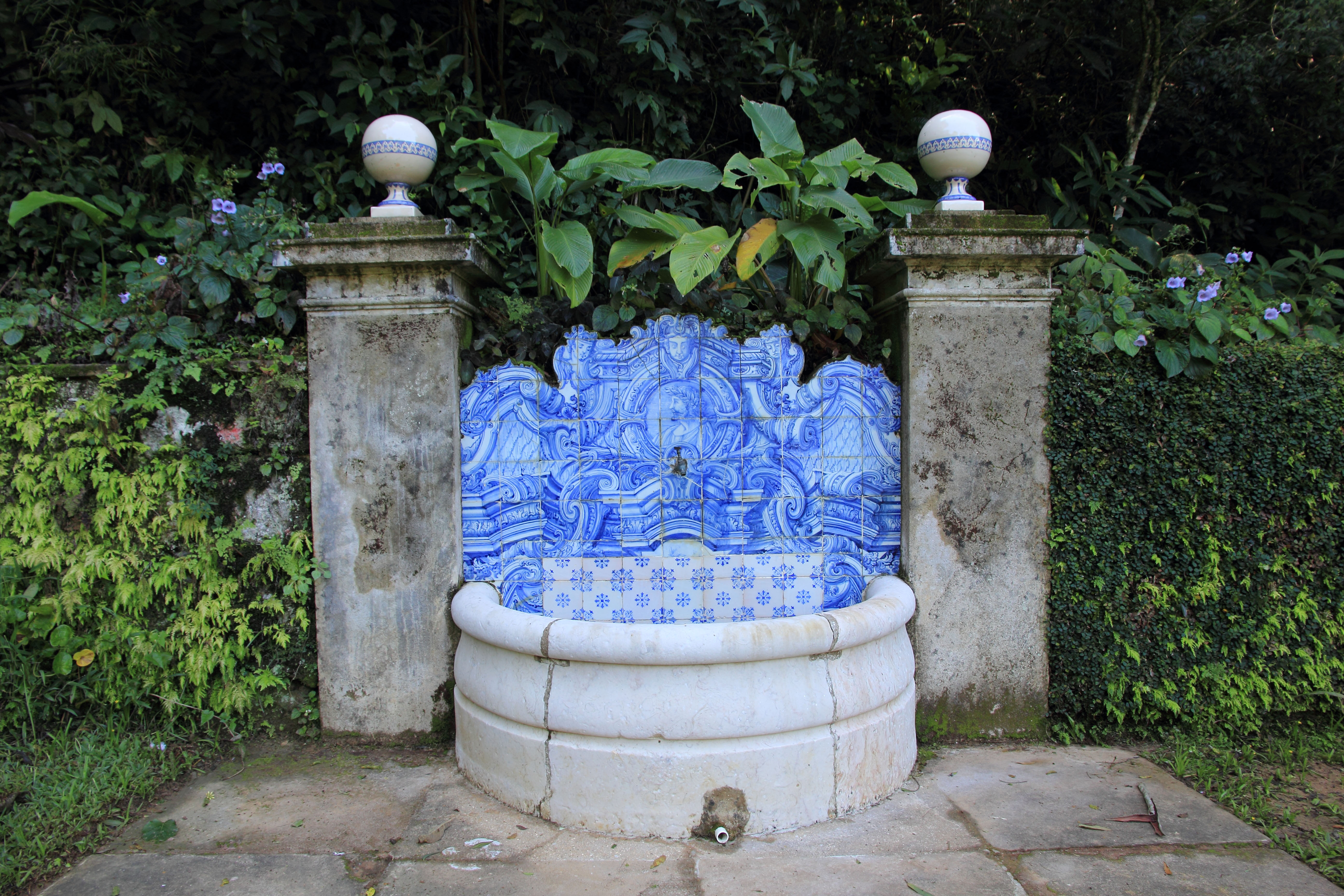
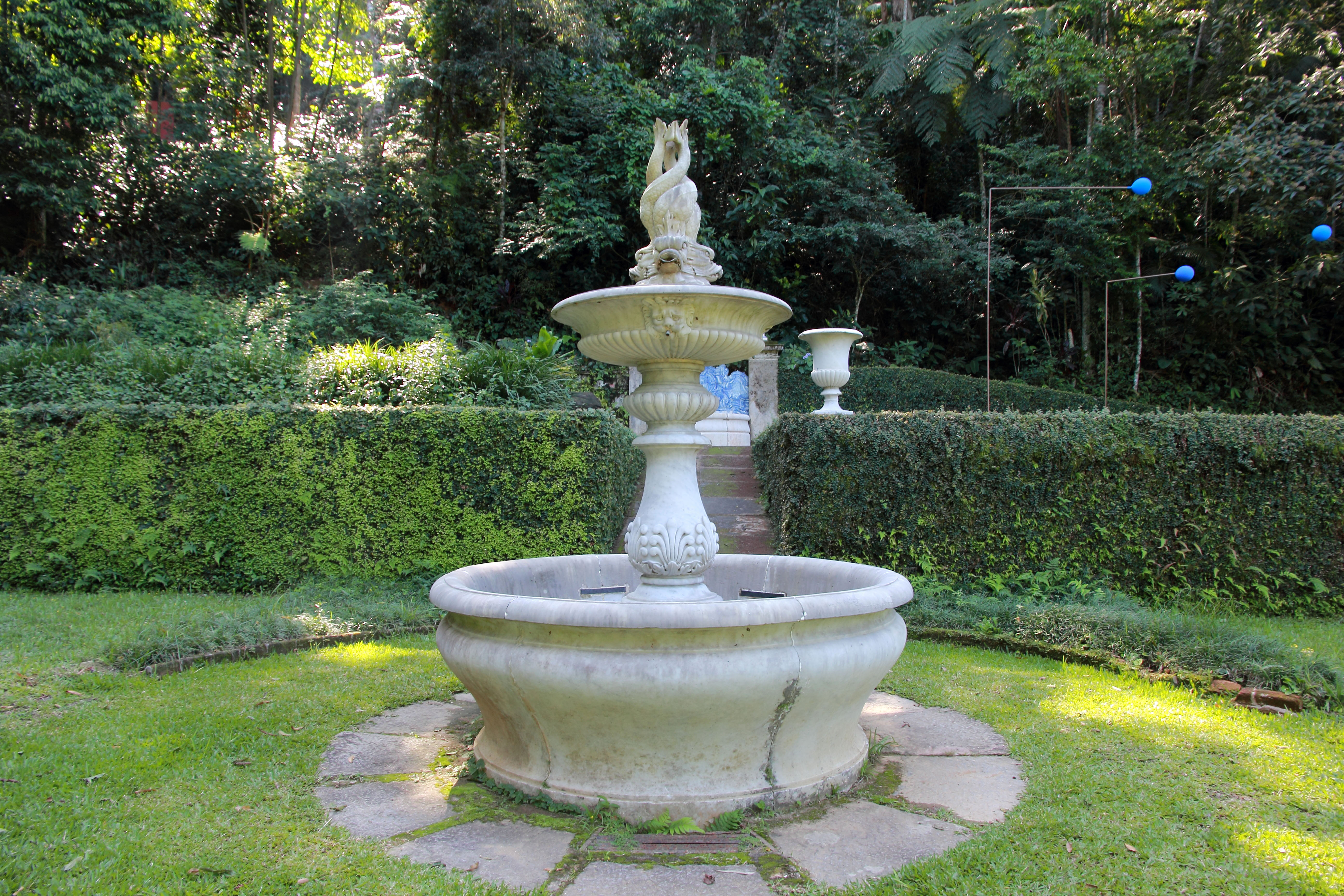
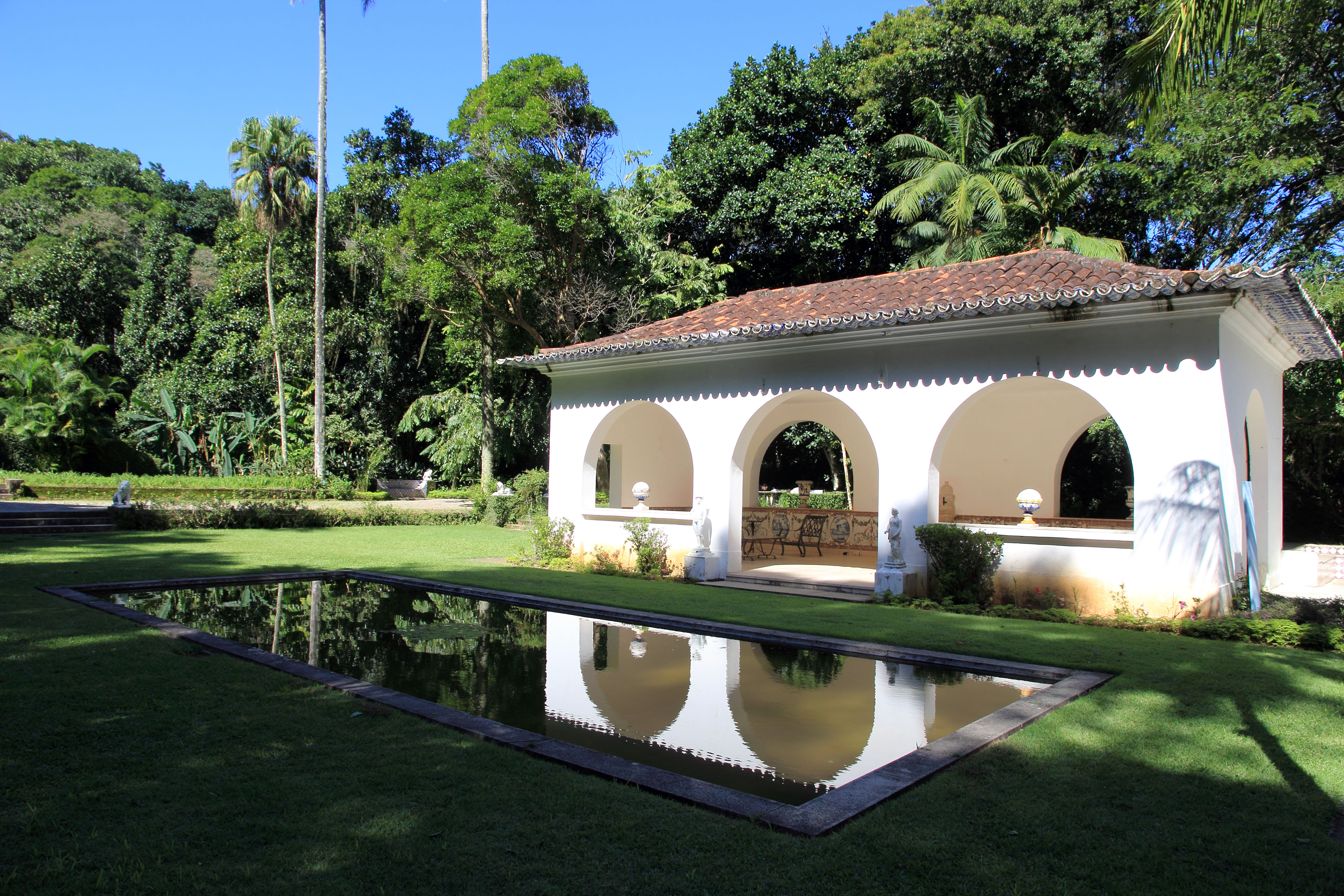
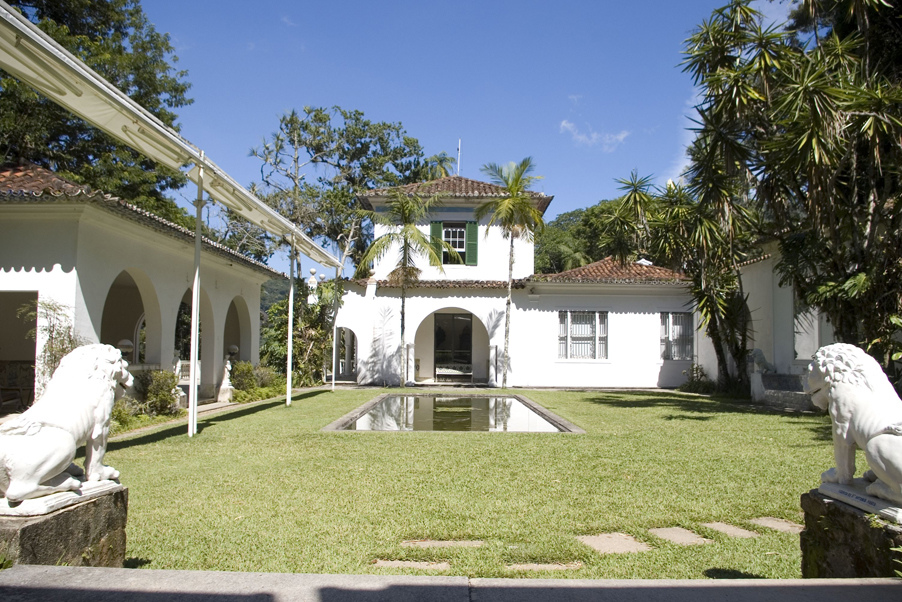